# Periandra coccinea
Periandra coccinea là một loài thực vật có hoa trong họ Đậu. Loài này được (Schrad.) Benth. miêu tả khoa học đầu tiên.